# Батаев, Тахир Хожаевич
Тахи́р Хожа́евич Бата́ев, амир Тахир (позывные: «Тигр», «23»; 30 мая 1973 года, сел. Сары-Су, Чечня — 21 марта 2007 года, Гудермес, Чечня, убит) — кумыко-чеченский  полевой командир, командующий Северо-Восточным фронтом Вооружённых сил Чеченской республики Ичкерия (ВС ЧРИ). Бригадный генерал (2006). Посмертно был награждён высшим орденом Чеченской республики Ичкерия «Честь Нации» (2007).
С 2000 г. находился в федеральном розыске как подозреваемый в похищениях, убийствах людей и проведении террористических актов, активный участник вооруженных формирований ЧРИ. По национальности кумык.

## Биография
Окончил среднюю школу в станице Шелковская. Затем поступил на юридический факультет Чечено-Ингушского государственного университета, который окончил, получив высшее юридическое образование.
Батаев являлся участником обеих чеченских войн. В ноябре 1998 года принимал участие в убийстве пяти мурманских омоновцев в посёлке Степное Кизлярского района Дагестана.
Прошёл военную подготовку в учебном центре Хаттаба «Кавказ». Во время Второй Чеченской войны возглавил Ногайский джамаат, затем стал амиром Сары-Су на севере Чечни, после — амиром Шелковского района Чечни.
10 августа 2001 года был объявлен в Федеральный розыск по обвинению в похищении человека в составе организованной группы (ст. 126, ч.3 УК РФ).
В 2003 году назначен наибом (заместителем) командующего Северным Фронтом ЧРИ Камала, после гибели которого 30 января 2006 года возглавил фронт.
24 сентября 2006 года президент ЧРИ Доку Умаров своими указами преобразовал Северный фронт ВС ЧРИ на два новых фронта, в том числе Северо-Восточный фронт ВС ЧРИ, командующим которого назначил полковника Тахира Батаева.
Во второй половине 2006 г. Доку Умаров присвоил Батаеву звание бригадного генерала.
Убит чеченскими силовиками 21 марта 2007 года при проведении спецоперации в Гудермесе.
Выйти на него удалось в результате многоходовой комбинации с участием сотрудников дагестанской милиции. Его неуловимость объяснялась наличием у него связей в правоохранительных органах Чечни и Дагестана.
Его гибель была подтверждена сайтами подполья. Интересно, что, по данным "Новой газеты", по состоянию на 2011 год он всё ещё продолжал числиться в федеральном розыске.
По данным правоохранительных органов, Батаев неоднократно участвовал в обстрелах сотрудников чеченской милиции и военнослужащих федеральных сил, а также представителей исполнительной власти на территории Шелковского и Гудермесского районов. Также, по данным МВД Чечни, за ним числится похищение восьми граждан республики и убийство главы администрации селения Старогладковская.
Был женат, у него остались четверо (по другим данным - двое) детей.
3 октября 2007 года президент ЧРИ Доку Умаров своим указом посмертно наградил его высшим орденом республики «Честь Нации».